# فرش‌کوب

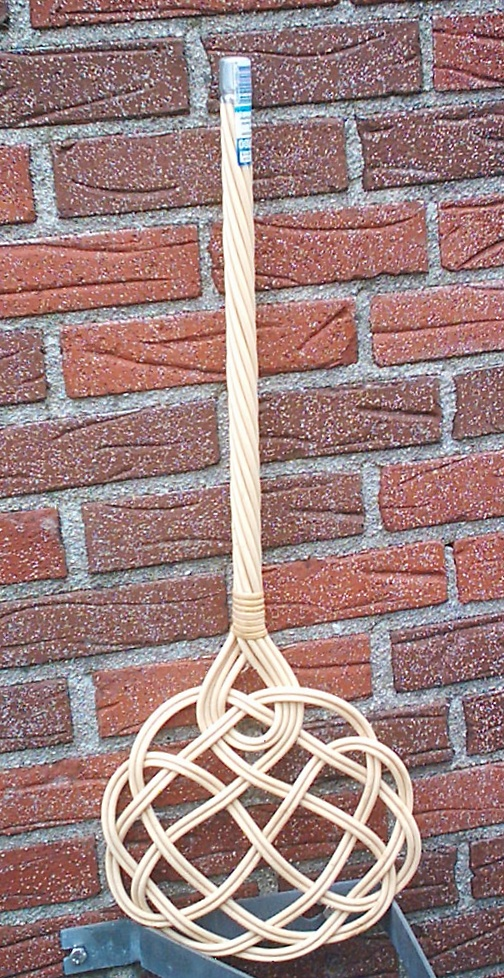

فرش‌کوب ابزاری است جهت کوبیدن و زدن فرش، قالیچه، کوسن، بالش و نظایر آن، که نهایتاً به منظور زدودن گرد و غبار از آن‌ها استفاده می‌گردد. این ابزار پیش از اختراع جاروبرقی کاربرد گسترده‌تری داشت.